# Plecia pinguis
Protomyia pinguis, Bibio brachypteroides, Penthetria lapidaria, Plecia lapidaria, Plecia vulpina, Protomyia lapidaria
Espèce
Synonymes
- †Protomyia pinguis von Heyden & von Heyden,1865
- †Penthetria lapidaria von Heyden & von Heyden,1865
- †Protomyia lapidaria von Heyden & von Heyden,1865
- †Plecia lapidaria von Heyden & von Heyden,1865
- †Bibio brachypteroides Meunier, 1915
- †Plecia vulpina Statz (d), 1943)

Plecia inflata est une espèce fossile de mouches (diptères) de la famille des Bibionidae.

## Classification

### Descriptions initiales
En 1865 l'espèce Protomyia pinguis est décrite par les entomologistes allemands Carl von Heyden (1793-1866) et Lucas Friedrich Julius Dominikus von Heyden (1838-1915) (père et fils),. Parallèlement, ils décrivent la même année, l'espèce Protomyia lapidaria.
En 1915 l'espèce Bibio brachypteroies est décrite par l'entomologiste et paléontologue belge Fernand Meunier (1868-1926).
En 1943 l'espèce Plecia vulpina est décrite par l'entomologiste allemand Georg Statz (d) (1894-1945),.

### Renommage
En 1943, l'entomologiste allemand Georg Statz renomme Protomyia pinguis en Plecia pinguis, ce qui est confirmé en 1994 l'entomologiste américain Neal Luit Evenhuis (1952-) et en 2021 par les entomologistes norvégien John Skartveit (1969-) et allemande Sonja Wedmann (1969-),.
En 1878 Protomyia lapidaria est renommée en Plecia lapidaria par l'entomologiste et paléontologue français Charles Jules Edmée Brongniart (1859-1899), ce qui confirmé en 1891 par l'entomologiste et paléontologue allemand Bruno Förster (1852-1924), en 1937 par le paléontologue français Nicolas Théobald (1903-1981), en 1943 par Georg Statz, en 1994 par Neal Luit Evenhuis et en 2017 par les entomologistes norvégien John Skartveit et français André Nel (1959-),.
En 2021 Bibio brachypteroies et Plecia vulpina sont déclarées synonymes de Plecia pinguis par John Skartveit et Sonja Wedmann,.

### Fossiles
Selon Paleobiology Database en 2023, sept collections de fossiles sont référencées, toutes de l'Oligocène, deux de France et cinq d'Allemagne. Ces collections viennent de :
- Brunstatt, Bas-Rhin en Alsace, décrite en 1891 par Bruno Förster sous le nom de Plecia lapidaria[12] ;
- Aix-en-Provence, département des Bouches-du-Rhône en Provence-Alpes-Côte d'Azur, collection Coquand de l'École des Mines de Paris et l'université Claude Bernard à Lyon, décrite en 1915 par Fernand Meunier[13] ;
- Kleinkembs en Bade-Wurtemberg (Allemagne), venant du Muséum de Bâle, décrite en 1937 par Nicolas Théobald sous le nom de Plecia lapidaria[14],[2] ;
- Rott en Rhénanie-Palatinat (Allemagne), venant de :
  - la collection Heymann, déposée à Bonn, et décrite en 1870 par Lucas Friedrich Julius Dominikus von Heyden[15] ;
  - la collection Kranz de Bonn, et décrite en 1859 par Carl von Heyden[16] ;
  - la collection Bauckhorn, Heimatmuseum, Siegburg an der Lahn, décrite en 1914 par Fernand Meunier[17].

### Étymologie
L'épithète spécifique pinguis signifie en latin « graisse ». Les épithètes spécifiques lapidaria, brachypteroides et vulpina signifie en latin respectivement « maçonnerie, brachyptéroïdes, renard »

## Description

### Caractères
Diagnose de Nicolas Théobald en 1937, : 

« Cette espèce a des ailes très courtes atteignant à peine l'extrémité de l'abdomen. Elle est représentée à Brunstatt par trois exemplaires, à Kleinkembs par seize exemplaires : R993, 190, 767, 23, 81, 249, 448, 957, 130, 151, 347, 423, 372, 373, 537, 661. ».

## Galerie
- Espèces vivantes du genre Plecia.
- Plecia heteroptera.
- Plecia imperialis.
- Plecia nearctica.
- Plecia nearctica.
- Plecia ruficollis.
- Plecia ruficollis.

### Articles
1. [2021] (en) John Skartveit et Sonja Wedmann, « A revision of fossil Bibionidae (Insecta: Diptera) from the Oligocene of Germany », Zootaxa, vol. 4909,‎ 2021, p. 1-77 (DOI 10.11646/zootaxa.4909.1.1).
2. [2017] (en) John Skartveit et André Nel, « Revision of fossil Bibionidae (Insecta: Diptera) from French Oligocene deposits », Zootaxa, Magnolia Press (d), vol. 4225, no 1,‎ 23 janvier 2017, p. 1–83 (ISSN 1175-5334 et 1175-5326, OCLC 49030618, PMID 28187637, DOI 10.11646/ZOOTAXA.4225.1.1). .
3. [1994] (en) Neal Luit Evenhuis, Catalogue of the Fossil Flies of the World (Insecta: Diptera), 1994, 1-600 p.
4. [1943] (de) Statz (d), « Neue Dipteren (Nematocera) aus dem Oberoligocan von Rott. 1. Familie Bibionidae (Haarmucken) », Palaeontographica Abteilung A, vol. 95,‎ 1943, p. 1-65.
5. [1937] Nicolas Théobald, « Les insectes fossiles des terrains oligocènes de France 473 p., 17 fig., 7 cartes,13 tables, 29 planches hors texte », Bulletin Mensuel de la Société des Sciences de Nancy et Mémoires de la Société des sciences de Nancy, Imprimerie G. Thomas,‎ 1937, p. 1-473 (ISSN 1155-1119 et 2263-6439, OCLC 786027547). .
6. [1915] (de) Fernand Meunier, « Nouvelles recherches sur quelques insectes des Plâtrières d'Aix en Provence », Verhandelingen der Koninklijke Akademie van Wetenschappen te Amsterdam, vol. 18, no 5,‎ 1915, p. 1-17.
7. [1915] (de) Fernand Meunier, « Über einige fossile Insekten aus den Braunkohlenschichten (Aquitanien) von Rott (Siebengebirge) » [« À propos de quelques insectes fossiles des gisements de lignite (Aquitaine) de Rott (Siebengebirge) »], Zeitschrift der Deutschen Geologischen Gesellschaft, vol. 67,‎ 1915, p. 205–217 (lire en ligne).
8. [1914] Fernand Meunier, « Quelques nouveaux Diptères des lignites de Rott, Siebengebirge (Allemagne) », Annales de la Société Scientifique de Bruxelles, vol. 38,‎ 1914, p. 183-184.
9. [1891] (de) Bruno Förster, Die Insekten des "Plattigen Steinmergels" von Brunstatt, vol. 3, coll. « Abhandlungen zur Geologischen Specialkarte von Elsass-Lothringen », 1891, 333–593 p. (ISSN 1256-4338, lire en ligne).
10. [1878] Charles Jules Edmée Brongniart, « Note rectificative une nouvelle espèce de Bibionides fossiles du genre Plecia », Bulletin des Séances de la Société Entomologique de France, vol. 1878,‎ 1878, p. 60-61 (lire en ligne).
11. [1870] Lucas Friedrich Julius Dominikus von Heyden, « Fossile Dipteren aus der Braunkohle von Rott im Siebengebirge », Palaeontographica, vol. 17,‎ 1870, p. 237-266.
12. [1859] Carl von Heyden, « Fossile Insekten aus der Rheinischen Braunkhohle », Palaeontographica, vol. 8,‎ 1859, p. 1-15.

### Publication originale
- [1865] (de) Carl von Heyden et Lucas Friedrich Julius Dominikus von Heyden, « Bibioniden aus der Rheinischen Braunkohle von Rott », Palaeontographica, vol. 14,‎ 1865, p. 19-30.